# Ардкат

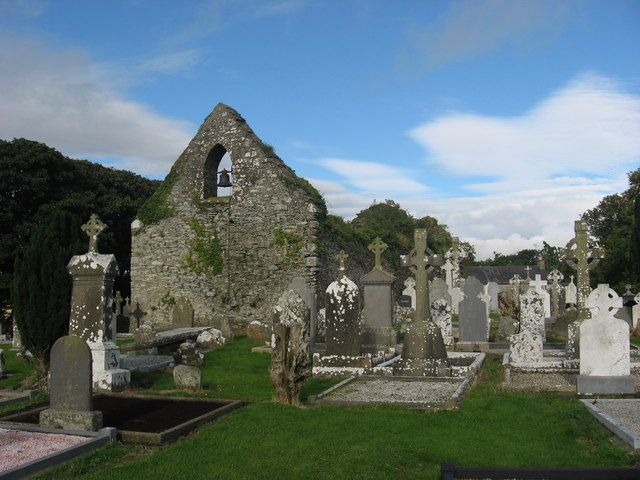
Церковь и кладбище деревни

Ардкат (англ. Ardcath; ирл. Ard Cath)— деревня в Ирландии, находится в графстве Мит (провинция Ленстер). В деревне проживает около 1870 человек (2002).